# Joey Eppard
Joey Eppard (Kingston, 1º settembre 1976) è un chitarrista statunitense.
Figlio del cantante, chitarrista e bassista Jimmy Eppard e fratello maggiore del batterista Josh Eppard, è il fondatore, cantante e chitarrista dei 3, una progressive rock band statunitense.
Oltre al suo coinvolgimento con i 3, Eppard ha lavorato con molti altri musicisti e band, tra cui i Parliament/Funkadelic ed i Bad Brains. Inoltre, durante la sua carriera ha tenuto concerti negli Stati Uniti ed in Europa, sia nelle band che come artista solista.
Nel dicembre del 2002 ha realizzato un album solista, Been to the Future, che include
sia canzoni originali in acustico, sia versioni soliste di pezzi già apparsi negli album dei 3
come Paint by Number e Half Life. Nonostante Eppard abbia realizzato una canzone dal titolo I Can't su PureVolume e tre nuovi pezzi intitolati Word to the Wise, Shadowplay, e Dead sul suo sito MySpace, un nuovo album solista non è stato ancora annunciato.
Eppard asserisce che i Led Zeppelin hanno esercitato una profonda influenza sulle sue capacità musicali. Altri artisti che ha ascoltato sono stati i King Crimson, i Pink Floyd e The Mahavishnu Orchestra.

## Discografia

### Con i 3

#### Album studio
- 1999 - Paint by Number
- 2002 - Half Life
- 2003 - Summercamp Nightmare
- 2004 - Wake Pig (2004 - ma pubblicato il primo Novembre 2005 con la MetalBlade Records)
- 2007 - The End is Begun

### EP
- 2007 - These Iron Bones (digitale)

#### Solista
- 2002 - Been to the Future